# Tvällen
Tvällen är en sjö i Arvika kommun och Sunne kommun i Värmland och ingår i Göta älvs huvudavrinningsområde. Sjön är 20,5 meter djup, har en yta på 0,661 kvadratkilometer och befinner sig 204,2 meter över havet. Sjön avvattnas av vattendraget Granån (Pyntbäcken). Vid provfiske har bland annat abborre, gädda, lake och löja fångats i sjön.

## Delavrinningsområde
Tvällen ingår i det delavrinningsområde (666083-132224) som SMHI kallar för Utloppet av Tvällen. Medelhöjden är 300 meter över havet och ytan är 23,34 kvadratkilometer. Det finns inga avrinningsområden uppströms utan avrinningsområdet är högsta punkten. Granån (Pyntbäcken) som avvattnar avrinningsområdet har biflödesordning 4, vilket innebär att vattnet flödar genom totalt 4 vattendrag innan det når havet efter 363 kilometer. Avrinningsområdet består mestadels av skog (77 procent) och sankmarker (13 procent). Avrinningsområdet har 0,98 kvadratkilometer vattenytor vilket ger det en sjöprocent på 4,2 procent.

## Fisk
Vid provfiske har följande fisk fångats i sjön:
- Abborre
- Gädda
- Lake
- Löja
- Mört